# Norður-Fjöll
Norður-Fjöll är kullar i republiken Island. De ligger i regionen Norðurland eystra, 300 km nordost om huvudstaden Reykjavík.